# Almeida, Bồ Đào Nha
Almeida là một huyện thuộc tỉnh Guarda, Bồ Đào Nha. Huyện này có diện tích 518 km², dân số thời điểm năm 2001 là 8423 người.